# BirdLife Norge
BirdLife Norge, nota fino al 2021 come Norsk Ornitologisk Forening (NOF), è un'organizzazione ambientalista no-profit norvegese incentrata sulla tutela della biodiversità, ed in particolare dell'avifauna e dei suoi relativi habitat, oltre che sulla promozione di attività ornitologiche.
Fondata nel 1957 e con sede a Trondheim, l'associazione è l'unico partner norvegese di BirdLife International. Pubblica le riviste Vår Fuglefauna (quattro volte l'anno) e Fuglevennen (due volte l'anno) a cui si aggiungono l'annuario Fugleåret e la rivista online Ornis Norvegica.

## Organizzazione
L'associazione conta circa 13500 soci e 15 dipendenti al 2023. A livello locale è suddivisa in dipartimenti per ogni contea e conta circa 52 squadre locali. A livello locale sono inoltre presenti i comitato per i rapporti e le rarità (LRSK), che si occupano di garantire la qualità delle osservazioni di specie rare o insolite nelle rispettive aree di responsabilità.
La gestione ordinaria dell'associazione è affidata ad un segretariato mentre le principali linee guida e la pianificazione strategica spettano ad un consiglio centrale composto da sette membri tra cui vengono individuati un presidente ed un vicepresidente.
All'interno dell'associazione sono presenti inoltre i seguenti comitati:
- Comitato norvegese per la rarità degli uccelli (NSKF), che si occupa di garantire la qualità delle osservazioni di uccelli rari in Norvegia e pubblica annualmente dei rapporti sul tema;
- Comitato norvegese per l'avifauna (NFKF), si occupa di aggregare i dati dei comitati locali e pubblica rapporti annuali sulle osservazioni non trattate dall'NSKF;
- Comitato norvegese per la nomenclatura degli uccelli (NNKF), che si occupa dell'assegnazione del nome in lingua norvegese a tutte le specie di uccelli.

## Attività
L'associazione gestisce un servizio telefonico attivo h24 denominato Fuglevakta per la segnalazione di crimini contro la fauna selvatica in Norvegia.
Su base annuale, nell'ultimo fine settimana di gennaio, promuove lo svolgimento del conteggio degli uccelli da giardino.

### L'uccello dell'anno

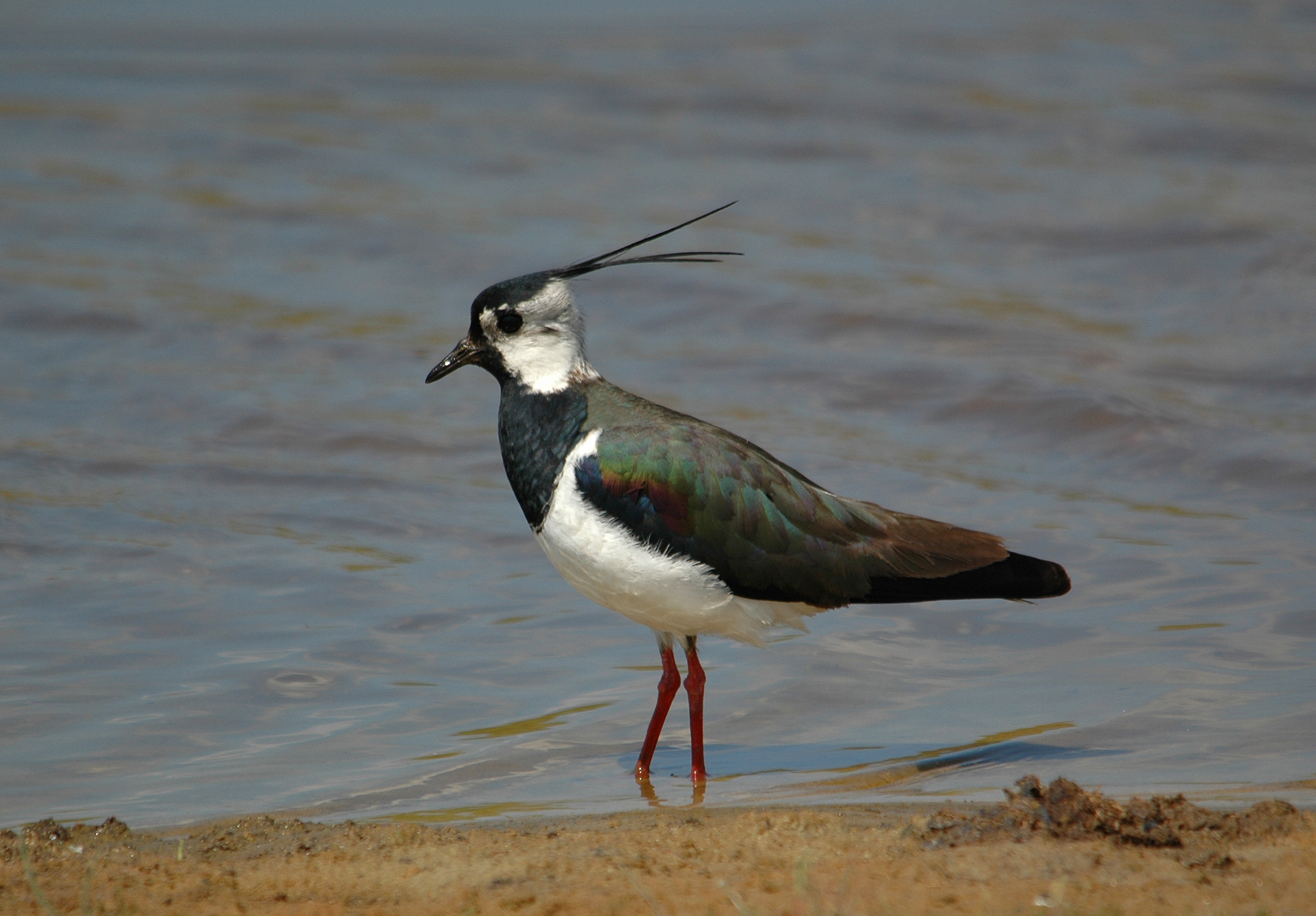
La pavoncella (Vanellus vanellus), eletta per due volte come Uccello dell'anno nel 1994 e nel 2012.

Ogni anno dal 1992 l'associazione premia L'uccello dell'anno (in norvegese: Årets fugl).
Gli uccelli dell'anno premiati dall'associazione sono:
- 1992: edredone comune (Somateria mollissima)
- 1993: girifalco (Falco rusticolus)
- 1994: pavoncella (Vanellus vanellus)
- 1995: rondine comune (Hirundo rustica)
- 1996: balia nera (Ficedula hypoleuca)
- 1997: merlo acquaiolo (Cinclus cinclus)
- 1998: astore (Accipiter gentilis)
- 1999: cornacchia grigia (Corvus cornix)
- 2000: ballerina bianca (Motacilla alba)
- 2001: storno comune (Sturnus vulgaris)
- 2002: gavina (Larus canus)
- 2003: passera comune (Passer domesticus)
- 2004: pernice bianca nordica (Lagopus lagopus)
- 2005: allodola (Alauda arvensis)
- 2006: sterna (Sterninae)
- 2007: cuculo (Cuculus canorus)
- 2008: gufo reale (Bubo bubo)
- 2009: combattente (Calidris pugnax)
- 2010: topino (Riparia riparia)
- 2011: gabbiano comune (Chroicocephalus ridibundus)
- 2012: pavoncella (Vanellus vanellus)
- 2013: uria comune (Uria aalge)
- 2014: poiana calzata (Buteo lagopus)
- 2015: moretta codona (Clangula hyemalis)
- 2016: volpoca (Tadorna tadorna)
- 2017: balestruccio (Delichon urbicum)
- 2018: beccaccia di mare (Haematopus ostralegus)
- 2019: chiurlo maggiore (Numenius arquata)
- 2020: zigolo di Lapponia (Calcarius lapponicus)
- 2021: zigolo giallo (Emberiza citrinella)
- 2022: pettegola (Tringa totanus)
- 2023: rondone (Apus apus)